# روبرت هولدن
روبرت هولدن (بالإنجليزية: Robert Holden)‏ هو مهندس معماري بريطاني، ولد في 1947.